# トランスジェンダー・ライブ!
『トランスジェンダー・ライブ!』（英: Riot Acts: Flaunting Gender Deviance in Music Performance）は、2010年に公開されたアメリカのドキュメンタリー映画。
日本では2011年に第6回関西クィア映画祭にて上映（大阪：9月17日/日本プレミア、京都：10月22日）。

## 概要
23人のクィア・ミュージシャンがそれぞれの生き方とパフォーマンスに込める想いをつむぐ。声や外見、ホームグラウンドの話題にその特異な生の歩みをうかがわせつつ、話は核心に迫る。

## キャスト
- レーン・アレキサンダー
- クリステン・アンカー
- ラドフォード・ビショップ
- トラヴィス・クラフ